# Konstanty Unrug
Konstanty Unrug (Konstantin von Unruh, ur. w 1696 w Międzychodzie, zm. w 1763 w Gdańsku) – podkomorzy nadworny koronny, rezydent saski i komisarz królewski w Gdańsku.

## Życiorys
Konstanty Unrug herbu własnego pochodził z rodu Unrugów. Podobnie jak w przypadku wielu innych członków tego rodu, polskie źródła podają polską pisownię imienia i nazwiska, a niemieckie pisownię niemiecką. Ojcem jego był Bogusław Unrug (1661–1725), polski dyplomata, m.in. poseł królewski przy dworze pruskim w latach 1704–1705. Matką była Konstancja Ludwika Anna Żychlińska herbu Szeliga (ok. 1645–1695), córka podkomorzego kaliskiego Piotra Żychlińskiego i Sybilli, córki wojewody pomorskiego Gerarda Denhoffa i księżniczki Sybilli Małgorzaty.
Tak jak jego brat Krzysztof (1689-1763), dziedzic Międzychodu oraz stryj Karol (1687-1737), dziedzic Kargowej, był bliskim stronnikiem królów Augusta II i Augusta III Sasa. Obaj bracia w 1745 otrzymali tytuł hrabiego cesarstwa. Konstanty Unrug od 1725 był podkomorzym nadwornym koronnym. W latach 1736–1750 pełnił funkcję królewskiego komisarza generalnego w Gdańsku. Był to nowy urząd, wprowadzony przez Augusta III, wobec niewystarczających dla ochrony interesów króla zakresu kompetencji dotychczasowego urzędu burgrabiego królewskiego w Gdańsku. Równocześnie pełnił rolę rezydenta Saksonii (1738-1750), pozostającej w unii personalnej z Rzecząpospolitą.
W 1733 ożenił się z Agathą Justiną (1692-28.12.1755), córką Gabriela Bömelna, burmistrza Gdańska i osiadł na stałe w tym mieście. W 1740 odziedziczył po teściu rezydencję, której pozostałością jest obecny Park Uphagena we Wrzeszczu. Zmarł bezdzietnie w 1763 roku.